# Liste der Monuments historiques in Damelevières
Die Liste der Monuments historiques in Damelevières führt die Monuments historiques in der französischen Gemeinde Damelevières auf.

## Liste der Objekte
| Bezeichnung              | Beschreibung                                    | Standort                         | Kennzeichnung | Schutzstatus | Datum | Bild |
| ------------------------ | ----------------------------------------------- | -------------------------------- | ------------- | ------------ | ----- | ---- |
| Skulptur Heilige Libaria | Holz, farbig gefasst, Ende des 16. Jahrhunderts | in der Kirche Ste-Libaire (Lage) | PM54000172    | Classé       | 1979  |      |